# West-Afrikaanse dwergsperwer
De West-Afrikaanse dwergsperwer (Tachyspiza erythropus) is een roofvogel uit de familie van de havikachtigen (Accipitridae).

## Verspreiding en leefgebied
De soort telt 2 ondersoorten:
- T. e. erythropus: van Senegal en Gambia tot Nigeria.
- T. e. zenkeri: van Kameroen tot westelijk Oeganda en noordelijk Angola.